# Capital Punishment
Capital Punishment è l'album di debutto del rapper statunitense Big Pun, pubblicato nel 1998. È ampiamente considerato il migliore lavoro di Big Pun, ma anche il suo unico album ad essere pubblicato mentre era ancora vivo, infatti la pubblicazione di Yeeeah Baby è stata successiva al suo attacco di cuore. 
Grazie al singolo Still Not a Player, un remix di un precedente pezzo di Pun I'm Not a Player assieme al cantante R&B Joe con una interpolazione di una sua canzone, I Don't Wanna Be a Player, Capital Punishment ha debuttato alla posizione n.5 della Billboard 200 ed è diventato il primo album di un artista hip hop latino ad ottenere il disco di platino. L'album è stato inoltre nominato come Best Rap Album ai Grammy Awards – il che fa di Big Pun il primo rapper latino a essere candidato a un Grammy – vinti dal lavoro di Jay-Z Vol. 2... Hard Knock Life. I critici considerano l'album un lavoro solido, ma non innovativo e né un classico, pur restando, secondo una visione retrospettiva, uno dei più importanti nella storia del genere.
Nel 2000 il gruppo musicale alternative metal Incubus incise un remix postumo in chiave rap metal del singolo Still Not a Player, incluso nella lista tracce della raccolta Loud Rocks.
| Recensione                    | Giudizio |
| ----------------------------- | -------- |
| Allmusic                      | [ 1 ]    |
| Rolling Stone                 | [ 7 ]    |
| The Rolling Stone Album Guide | [ 8 ]    |
| RapReviews                    | [ 3 ]    |
| Robert Christgau              | ***      |
| Entertainment Weekly          | B+       |

## Tracce
1. Intro – 0:33
2. Beware – 3:15 – JuJu
3. Super Lyrical (featuring Black Thought) – 3:28 – Rockwilder
4. Taster's Choice – 1:20
5. Still Not a Player (featuring Joe) – 3:56 – Knobody, Dahoud, (co-prod.) Nomad (co-prod.)
6. Intermission – 0:21 – Mike Zulu
7. The Dream Shatterer – 3:33 – Domingo
8. Punish Me (featuring Miss Jones) – 4:15 – Frank Nitty
9. Pakinamac Pt. I – 1:35
10. You Ain't a Killer – 4:14 – Young Lord
11. Pakinamac Pt. II – 0:57
12. Caribbean Connection (featuring Wyclef Jean) – 3:24 – Young Lord
13. Glamour Life (featuring Fat Joe & Terror Squad) – 4:43 – L.E.S.
14. Capital Punishment (featuring Prospect) – 4:20 – The Infinite Arkatechz
15. Uncensored (skit) (featuring DJ Funkmaster Flex) – 2:12
16. I'm Not a Player – 3:41 – Minnesota
17. Twinz (Deep Cover 98) (featuring Fat Joe) – 3:49 – Dr. Dre
18. The Rain & the Sun (Interlude) (featuring dead prez) – 1:49 – dead prez
19. Boomerang – 3:35 – V.I.C.
20. You Came Up (featuring Noreaga) – 3:54 – Rockwilder
21. Tres Leches (Triboro Trilogy) (featuring Prodigy & Inspectah Deck) – 4:19 – RZA, DJ Roc Raida (scratches)
22. Charlie Rock Shout – 0:26
23. Fast Money – 3:48 – Danny O & EQ
24. Parental Discretion (featuring Busta Rhymes) – 4:33 – Showbiz

## Classifiche

### Classifiche settimanali
| Classifica (1998)         | Posizione massima |
| ------------------------- | ----------------- |
| Canada                    | 11                |
| Stati Uniti               | 5                 |
| US Independent Albums     | 46                |
| US Top R&B/Hip-Hop Albums | 1                 |

### Classifiche di fine anno
| Classifica (1998)         | Posizione massima |
| ------------------------- | ----------------- |
| Stati Uniti               | 61                |
| US Top R&B/Hip-Hop Albums | 11                |